# Beirut
Beirut (en árabe: بيروت, Baīrūt) es la capital y principal puerto marítimo del Líbano. Perteneciente a la gobernación de Beirut, en 2019 se estimaba que su población era de unos 3 300 000 habitantes.
La ciudad es una de las más diversas de Oriente Próximo, dividida entre las diferentes ramas cristianas y musulmanas. Beirut fue destruida durante la Guerra Civil del Líbano (1975-1990) y la invasión israelí de 1982, y dividida entre Beirut occidental (musulmán) y oriental (cristiano). La ciudad también sufrió daños considerables a causa de los bombardeos de la aviación israelí durante la guerra de los 33 días entre Israel y Hezbolá en verano de 2006 y a causa de las explosiones en el puerto de Beirut ocurridas en 2020, un accidente causado por el almacenamiento negligente de tres mil toneladas de nitrato de amonio en el puerto de la ciudad.
El 7 de diciembre de 2014, Beirut es considerada como una de las Nuevas siete ciudades maravillas del mundo.
Beirut es el centro comercial, bancario y financiero del Líbano y cuenta con veintiún universidades. Es sede de numerosas organizaciones internacionales, como la CESPAO (Comisión Económica y Social para Asia Occidental de las Naciones Unidas). La Organización Internacional del Trabajo y la Unesco tienen oficinas regionales en Beirut, que abarcan al mundo árabe. La AACO (Organización Árabe de Transportistas Aéreos) también tiene su sede central en esta ciudad. Beirut ha acogido cumbres de la francofonía y de la Liga Árabe.

## Etimología
Beirut aparece mencionada en textos acadios del siglo XV a. C. hallados en Egipto, con el nombre Biruta, el cual refleja el fenicio Berot o Birut (𐤁𐤓𐤕 Brt), forma a su vez del cananeo be'rot, "los pozos". Este nombre indica la presencia de cisternas o manantiales en el sitio, o bien alude al abismo primordial, el tehom.
El nombre árabe Bayrūt deriva probablemente del fenicio por medio de la forma latina Beritus.
Una hipótesis antigua, ya abandonada,relacionaba con el fenicio berith, que significa "pacto" en alusión a Baalberith, supuesta divinidad tutelar de la ciudad. Esta etimología se basaba en una interpretación de la obra, perdida, de Sanjuniatón y suele aparecer en los diccionarios bíblicos

## Geografía

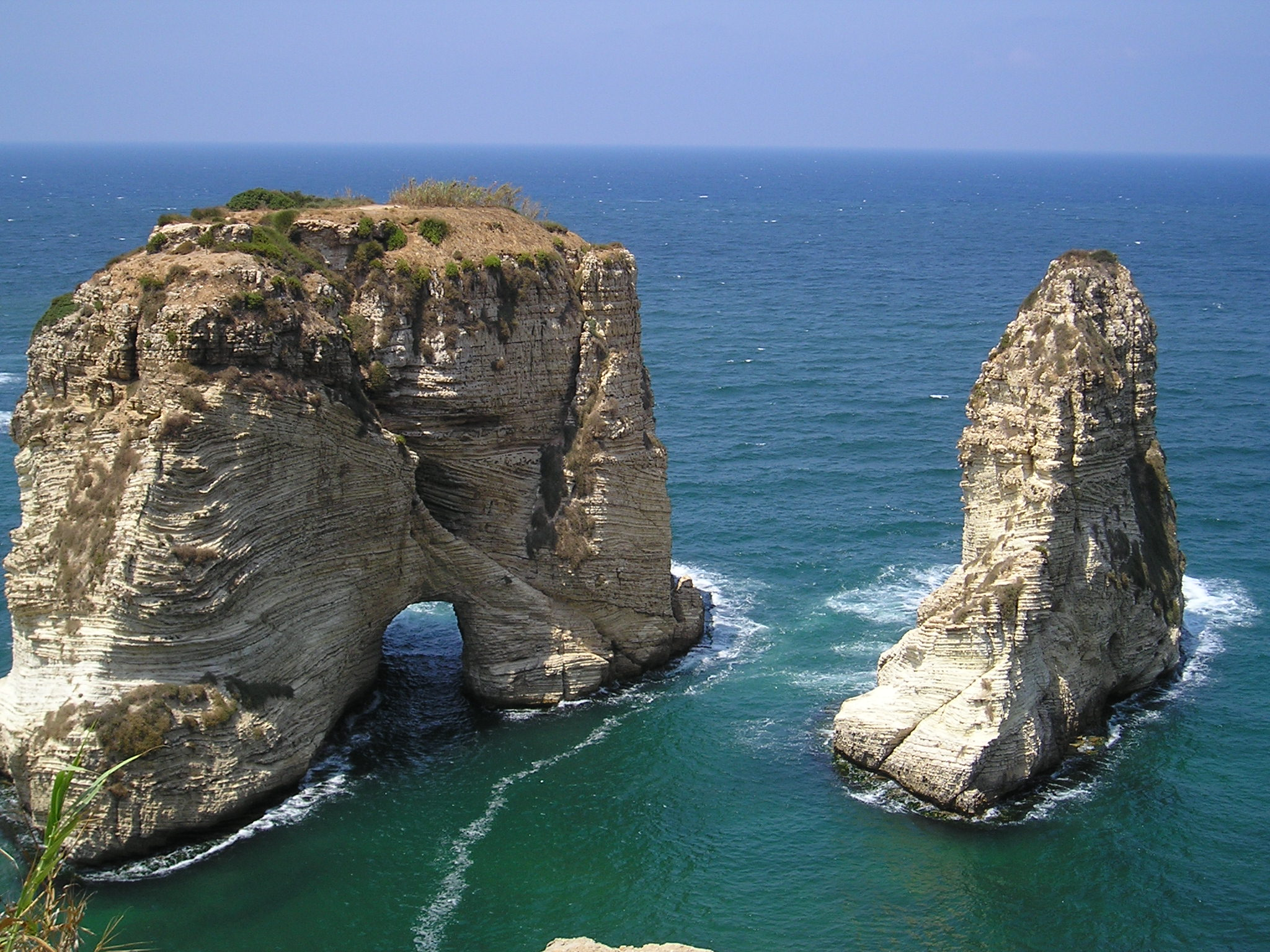
Costa beirutí.

Respaldada por el monte Líbano, Beirut está situado sobre un espolón en una estrecha llanura costera en el mar Mediterráneo. Su costa es bastante diversa, en ella se pueden encontrar playas rocosas, playas de arena o acantilados.
Beirut se encuentra en mitad de la costa libanesa con las ciudades de Biblos y Trípoli al norte y Sidón y Tiro al sur. Aunque está rodeada de montañas, su ubicación hace que sea de fácil acceso desde casi cualquier lugar del Líbano.

### Barrios

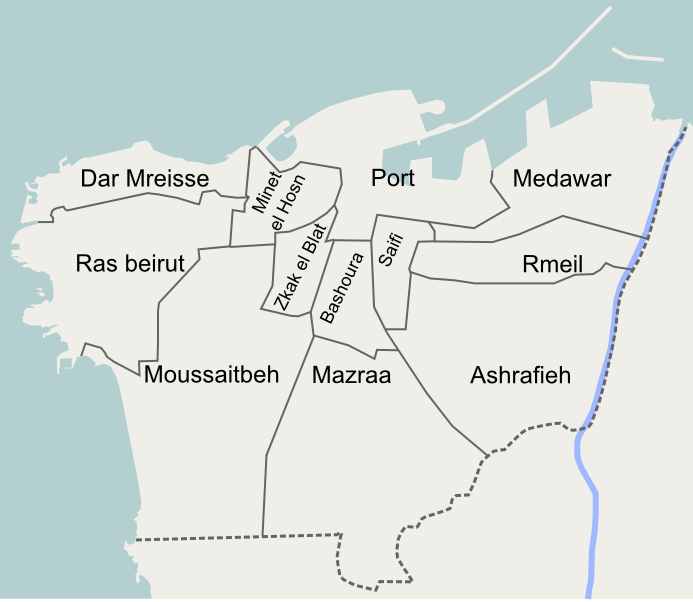
Mapa de los 12 barrios Beirut

Beirut se compone doce barrios: Achrafieh, Ein mreisse, Bachoura, Badaro, Medawar, Minet El Hosn, Moussaitbeh, Puerto, Ras Beirut, Rmeil, Saifi y Zuqaq al-Blat.

### Transportes

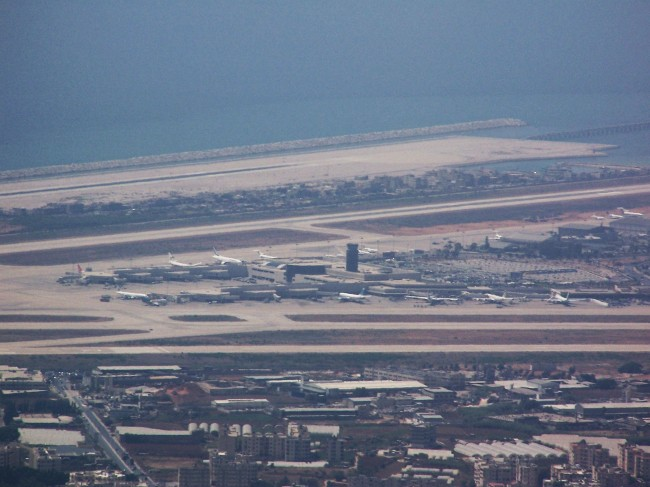
Vista del aeropuerto internacional de Beirut Rafic Hariri.

Beirut cuenta con los servicios del aeropuerto internacional de Beirut Rafic Hariri, situado al sur de la ciudad. El puerto de Beirut es el principal puerto marítimo del país.
La ciudad cuenta con líneas de autobuses que la comunican con el resto del país y las principales ciudades de la vecina Siria. También se puede viajar contratando los servicios de un taxi. Los autobuses que parten con destino al norte y a Siria parten de la Estación Charles Helou.

## Clima
Beirut tiene un clima mediterráneo caracterizado por un verano caluroso y seco, otoños y primaveras suaves y unos inviernos frescos y lluviosos. Agosto es el mes más caluroso del año con una temperatura máxima media de 29 °C, siendo enero y febrero los meses más fríos, con una temperatura mínima media de 10 °C. Durante la tarde, el viento sopla del oeste, proveniente del mar y en dirección al interior. La dirección del viento se invierte al llegar la noche.
El invierno es la estación del año más lluviosa y la más fresca, siendo las precipitaciones más abundantes a partir de diciembre. Los días durante el invierno son placenteros con temperaturas rondando entre 15 °C y 18 °C, mientras que durante la noche la temperatura suele bajar hasta los 9 °C. La media anual de precipitaciones es de 860 mm. Las lluvias suelen producirse de forma torrencial, concentrándose en pocos días.
| Parámetros climáticos promedio de Beirut, Líbano                          | Parámetros climáticos promedio de Beirut, Líbano | Parámetros climáticos promedio de Beirut, Líbano | Parámetros climáticos promedio de Beirut, Líbano | Parámetros climáticos promedio de Beirut, Líbano | Parámetros climáticos promedio de Beirut, Líbano | Parámetros climáticos promedio de Beirut, Líbano | Parámetros climáticos promedio de Beirut, Líbano | Parámetros climáticos promedio de Beirut, Líbano | Parámetros climáticos promedio de Beirut, Líbano | Parámetros climáticos promedio de Beirut, Líbano | Parámetros climáticos promedio de Beirut, Líbano | Parámetros climáticos promedio de Beirut, Líbano | Parámetros climáticos promedio de Beirut, Líbano |
| Mes                                                                       | Ene.                                             | Feb.                                             | Mar.                                             | Abr.                                             | May.                                             | Jun.                                             | Jul.                                             | Ago.                                             | Sep.                                             | Oct.                                             | Nov.                                             | Dic.                                             | Anual                                            |
| ------------------------------------------------------------------------- | ------------------------------------------------ | ------------------------------------------------ | ------------------------------------------------ | ------------------------------------------------ | ------------------------------------------------ | ------------------------------------------------ | ------------------------------------------------ | ------------------------------------------------ | ------------------------------------------------ | ------------------------------------------------ | ------------------------------------------------ | ------------------------------------------------ | ------------------------------------------------ |
| Temp. máx. abs. (°C)                                                      | 27.9                                             | 30.5                                             | 36.6                                             | 39.3                                             | 39.0                                             | 40.0                                             | 40.4                                             | 39.5                                             | 37.5                                             | 37.0                                             | 33.1                                             | 30.0                                             | 40.4                                             |
| Temp. máx. media (°C)                                                     | 17.4                                             | 17.5                                             | 19.6                                             | 22.6                                             | 25.4                                             | 27.9                                             | 30.0                                             | 30.7                                             | 29.8                                             | 27.5                                             | 23.2                                             | 19.4                                             | 24.3                                             |
| Temp. media (°C)                                                          | 14.0                                             | 14.0                                             | 16.0                                             | 18.7                                             | 21.7                                             | 24.9                                             | 27.1                                             | 27.8                                             | 26.8                                             | 24.1                                             | 19.5                                             | 15.8                                             | 20.9                                             |
| Temp. mín. media (°C)                                                     | 11.2                                             | 11.0                                             | 12.6                                             | 15.2                                             | 18.2                                             | 21.6                                             | 24.0                                             | 24.8                                             | 23.7                                             | 21.0                                             | 16.3                                             | 12.9                                             | 17.7                                             |
| Temp. mín. abs. (°C)                                                      | 0.8                                              | 3.0                                              | 0.2                                              | 7.6                                              | 10.0                                             | 15.0                                             | 18.0                                             | 19.0                                             | 17.0                                             | 11.1                                             | 7.0                                              | 4.6                                              | 0.2                                              |
| Precipitación total (mm)                                                  | 190.9                                            | 133.4                                            | 110.8                                            | 46.3                                             | 15.0                                             | 1.5                                              | 0.3                                              | 0.4                                              | 2.3                                              | 60.2                                             | 100.6                                            | 163.8                                            | 825.5                                            |
| Días de precipitaciones (≥ 0.1 mm)                                        | 15                                               | 12                                               | 9                                                | 5                                                | 2                                                | 0                                                | 0                                                | 0                                                | 1                                                | 4                                                | 8                                                | 12                                               | 68                                               |
| Horas de sol                                                              | 131                                              | 143                                              | 191                                              | 243                                              | 310                                              | 348                                              | 360                                              | 334                                              | 288                                              | 245                                              | 200                                              | 147                                              | 2940                                             |
| Humedad relativa (%)                                                      | 69                                               | 68                                               | 67                                               | 69                                               | 71                                               | 71                                               | 73                                               | 73                                               | 69                                               | 68                                               | 66                                               | 68                                               | 69                                               |
| Fuente n.º 1: Pogodaiklimat.ru                                            |                                                  |                                                  |                                                  |                                                  |                                                  |                                                  |                                                  |                                                  |                                                  |                                                  |                                                  |                                                  |                                                  |
| Fuente n.º 2: Danish Meteorological Institute (sun and relative humidity) |                                                  |                                                  |                                                  |                                                  |                                                  |                                                  |                                                  |                                                  |                                                  |                                                  |                                                  |                                                  |                                                  |

## Historia

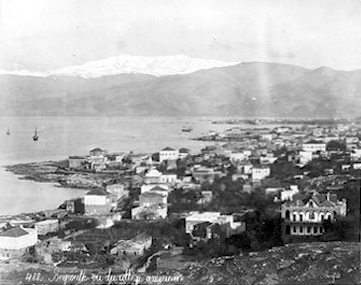
Vista de Beirut con la cumbre del Monte Líbano en el.

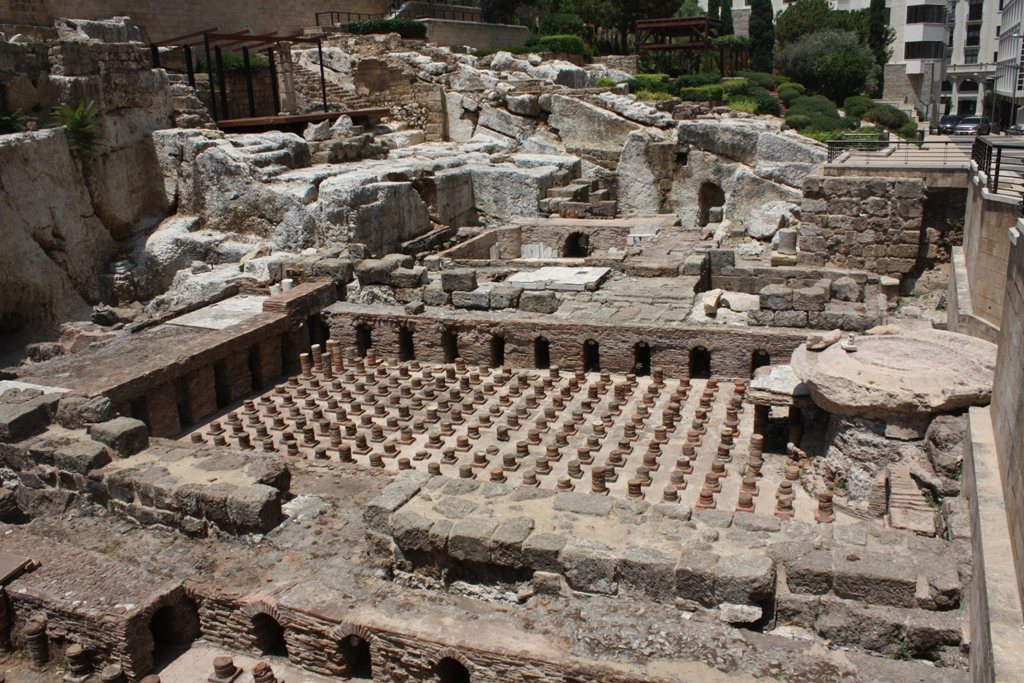
Ruinas de unos baños romanos cerca del Grand Serail

Originalmente llamada Bêrūt (Los Pozos) por los fenicios, la historia de Beirut se remonta a hace más de 5000 años. Excavaciones arqueológicas en el centro de la ciudad han descubierto niveles estratigráficos correspondientes a las civilizaciones fenicia, helenística, romana, árabe y otomana. La primera referencia histórica a Beirut data del siglo XV a. C., cuando se la menciona en las tablas cuneiformes de las Cartas de Amarna, tres cartas que el rey Ammunira de Biruta (Beirut) envió al faraón de Egipto. Biruta es también citada en las cartas de Rib-Hadda de Biblos. El más antiguo asentamiento fue en una isla en el río que progresivamente los sedimentos unieron al continente. La ciudad fue conocida en la Antigüedad como Bérito (véase también Anexo:Topónimos griegos).
En el año 140 a. C., la ciudad fue tomada y destruida por el rey helenístico Diodoto Trifón en su enfrentamiento con Antíoco VII Evergetes por el trono del Imperio seléucida. Beirut pronto fue reconstruida en un plan helenístico, rebautizando la ciudad como Laodicea de Fenicia (en griego: Λαοδικεια ή του Φοινίκη) o Laodicea en Canaán, en honor de Laodicea seléucida. La ciudad moderna está situada sobre la antigua. Tras la guerra civil grandes sitios devastados en el centro de la ciudad se han abierto a la exploración arqueológica. En 1994 se descubrió que una de las modernas calles de Beirut, Souk Tawile, sigue todavía la línea de una antigua calle helenística y romana.
En el 14 a. C (bajo el dominio romano) fue declarada colonia, con el nombre de Iulia Augusta Felix Berytus; por la misma época se benefició del evergetismo de Herodes I el Grande.
Desde finales del siglo I, la escuela de Derecho de Beirut fue ampliamente conocida en el Imperio; dos de sus más famosos juristas; Papiniano y Ulpiano, eran originarios de ella.
En el siglo VI, el emperador Justiniano I reconoció a la escuela como una de los tres facultades de derecho oficiales del Imperio. Pero como consecuencia de un desastroso terremoto en el año 551, los estudiantes fueron trasladados a la ciudad de Sidón.

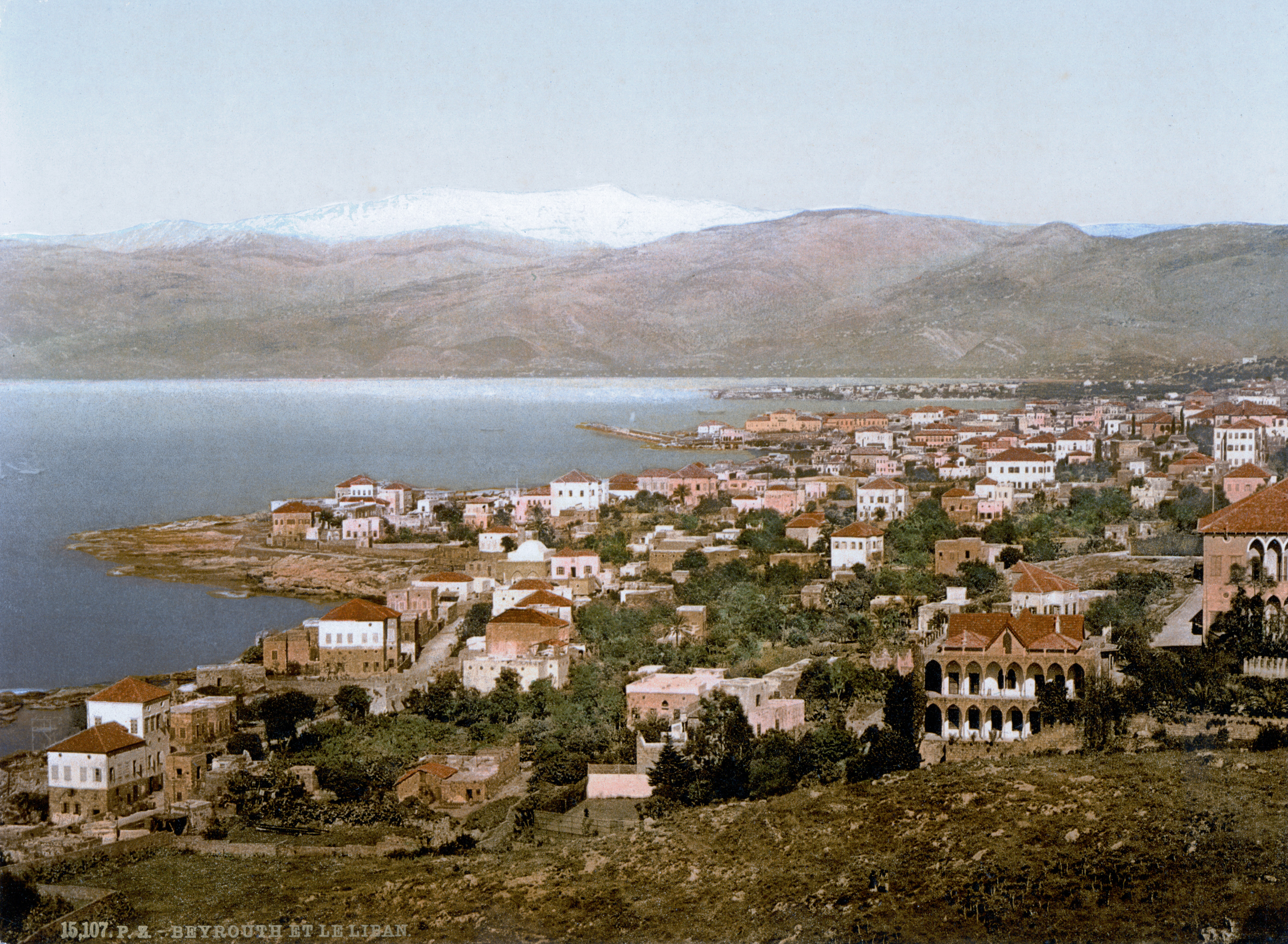
Una vista de la ciudad de Beirut en el año 1900, con el monte Líbano nevado al fondo.

Beirut pasó a poder de los árabes en el 635. Durante la Edad Media, Beirut fue eclipsada por Akka (la antigua San Juan de Acre, actualmente en Israel) como centro comercial del Mediterráneo oriental. Desde el 1110 hasta el 1291 se encontró en manos de los cruzados. Más tarde Beirut fue gobernada a nivel local por emires drusos. Uno de ellos, Fakr ed-Din Maan II, fortificó la ciudad, pero no impidió que a principios del siglo XVII volviera a poder de los otomanos. Con la ayuda de Damasco, Beirut rompió el monopolio de comercio marítimo sobre San Juan de Acre con éxito y la suplantó como el principal centro de comercio en la región. Durante la posterior época otomana, Beirut se redujo a una pequeña ciudad (con una población de alrededor de 10 000 habitantes).
En 1888 se convirtió en capital del valiato de Beirut dentro del Imperio otomano y comenzó su pronta reactivación moderna. La ciudad se convirtió en una localidad muy cosmopolita con estrechos vínculos con Europa y Estados Unidos. A la vez, se convirtió en un centro de la actividad misionera, se hizo construir un impresionante sistema de educación, que incluyó la universidad protestante de Siria, que fue establecida por misioneros estadounidenses y que más tarde se convirtió en la Universidad Americana de Beirut (UAB). Ingenieros franceses establecieron un moderno puerto en 1894 y un enlace ferroviario que lo unía con Damasco y más tarde a Alepo. Gran parte del comercio era transportado por barcos a Marsella y pronto la influencia francesa se fortaleció más que cualquier otra potencia europea.
En 1911, el censo que realizó la Encyclopædia Britannica mostró que en la ciudad habitaban 77 000 cristianos; 36 000 musulmanes; 2500 judíos; 400 drusos y 4100 extranjeros. Tras la caída del Imperio otomano después de la Primera Guerra Mundial (1914-1918), Beirut, junto con todo el Líbano fue colocado bajo Mandato francés.

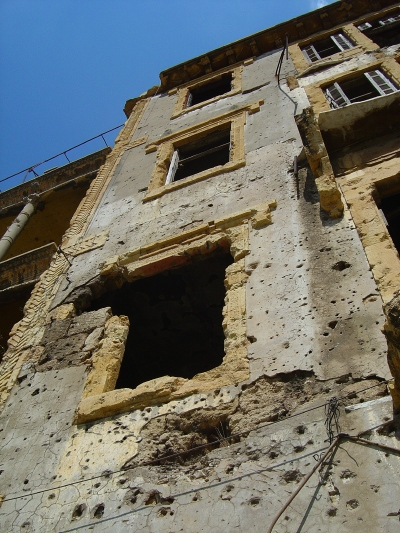
Daños de la guerra civil en la parte vieja de Beirut.

Estatua de Riad el-Solh, primer ministro del Líbano tras la independencia.

Líbano logró la independencia en 1943 y Beirut se convirtió en su capital, siguió siendo la capital intelectual del mundo árabe y de un importante centro comercial y turístico conocido por muchos años como la Suiza de Oriente Medio, por su estabilidad económica y cultura cosmopolita, hasta 1975 cuando el país sucumbió a una guerra civil que duró hasta 1990. Durante la mayor parte de la guerra, la ciudad estuvo dividida entre el oeste en gran parte musulmana y el este de mayoría cristiana.
El 17 de julio de 1981 la aviación israelí bombardeó Beirut y el sur de Líbano, causando la muerte, solo en la capital libanesa, de unas 100 personas y 350 heridos. En 1982, Israel ocupó Beirut. El 29 de julio un edificio es alcanzado por la aviación israelí provocando la muerte de 90 personas y 150 heridos. El 16 de septiembre, milicias cristino-falangistas libanesas entraron por el oeste de Beirut bajo ocupación israelí y dirección del ministro de Defensa israelí Ariel Sharón y ejecutaron a cientos de refugiados palestinos en la ciudad (véase Matanzas de Sabra y Chatila).
La ciudad sufrió intensos bombardeos durante la guerra civil. Tras la guerra y hasta 2005, bajo el impulso de Rafik Hariri (asesinado en Beirut en febrero de 2005) y la constructora Solidere, había sido reconstruido gran parte del centro de la ciudad con influencia arquitectónica francesa, destaca de esta etapa la plaza de l'Étoile. Actualmente se sigue llevando a cabo un plan internacional de reconstrucción.
La ciudad fue bombardeada por Israel con toda clase de proyectiles, incluidas las prohibidas bombas de racimo, durante el recrudecimiento de las hostilidades contra Hezbolá, bloqueando el aeropuerto Internacional de Beirut Rafik Hariri y puerto de la ciudad y todos los del resto del país durante ocho semanas. Donde más sufrieron las consecuencias de la guerra fue en el sur de la ciudad, de mayoría chií, donde se encuentra la Sede Nacional de Hezbolá y un gran número de simpatizantes y afiliados.
El 4 de agosto de 2020 ocurrieron un par de explosiones masivas en el puerto de Beirut, ocasionadas por nitrato de amonio. Se confirmó la muerte de por lo menos 200 personas y al menos 7000 heridos, la destrucción total del puerto y daños graves en la gran mayoría de los edificios de la ciudad.

## Religión
La ciudad es una de las más diversas de Oriente Medio, dividida casi al 50 % entre cristianos católicos (maronitas, armenios, latinos, coptos), ortodoxos (ortodoxos antioquenos, ortodoxos griegos), cristianos armenios, cristianos coptos y protestantes) al este, y musulmanes (sunníes, chiitas) y drusos localizados al oeste y sur.
Muchas de estas religiones son minoritarias. Por ejemplo, la mayoría de los judíos de Beirut emigraron a Francia, Israel, Canadá y los Estados Unidos tras iniciarse la guerra civil libanesa (1975-1990). Estimaciones actuales de la población judía calculan que habitan la ciudad menos de 40 judíos.[cita requerida] Los católicos armenios, católicos de rito latino, todos los coptos y los aún más escasos protestantes tienen una presencia insignificante en comparación con las otras religiones. A todos los efectos, el Líbano tiene siete grandes religiones (musulmanes sunitas, musulmanes chiitas, drusos, maronitas católicos, ortodoxos, católicos griegos ―melkitas― y cristianos armenios). Aunque el Líbano es un país laico, los asuntos familiares, como el matrimonio, el divorcio y la herencia siguen siendo tramitados por las autoridades religiosas en representación de la fe de cada persona. El matrimonio civil se rechazó por unanimidad por las autoridades religiosas, pero el matrimonio civil celebrado en el extranjero es reconocido por las autoridades civiles libanesas.
Beirut ha padecido una historia de luchas políticas, debidas a las divisiones religiosas. La religión ha dividido tradicionalmente a la sociedad libanesa, lo que se hace evidente tras la prolongada guerra civil.

## Patrimonio
El Museo Nacional de Beirut es el museo arqueológico más importante del Líbano. El Museo Sursock se dedica al arte moderno.

## Cultura
Beirut fue designada por la Unesco como Capital Mundial del Libro en 2009, tras haberlo sido Ámsterdam y antes de pasarle el relevo a Liubliana, la capital de Eslovenia.

## Deportes
Beirut, junto con Sidón y Trípoli, fue sede de la Copa Asiática de Fútbol de 2000. Hay dos estadios en la ciudad: el Estadio Camille Chamoun, donde se celebró la final de dicho evento, y el Estadio Municipal de Beirut. Hay siete equipos de fútbol en la Liga Premier Libanesa que juegan en Beirut: Nejmeh, Al-Ansar, Shabab Al-Sahel, Al-Hikma, Al-Mabarrah, Safa Sporting Club y Al Ahed.
Beirut tiene dos equipos de baloncesto, Al Riyadi y Al Hikma, que participan en la primera división del Campeonato Libanés de Baloncesto.
Otros eventos deportivos en Beirut incluyen al Maratón de Beirut, celebrado anualmente desde 2003, carreras de caballos semanales en el Hipódromo de Beirut, y torneos de golf y tenis que se llevan a cabo en el Club de Golf de Líbano.
| Predecesor: Barcelona | Ciudad Mediterránea 1959 | Sucesor: Nápoles |

## Medios de comunicación
Beirut es el principal centro de comunicaciones del Líbano. En la ciudad se concentran los principales canales de televisión, diarios y publicaciones periódicas y editoriales. Entre las cadenas de televisión se encuentran Télé Liban, Lebanese Broadcasting Corporation, Future Television, Al Jadeed, Al-Manar, ANB, NBN y Orange TV. 
Entre los principales diarios publicados en Beirut se encuentran An Nahar, As-Safir, Al Mustaqbal, Al Akhbar, Al-Balad, Ad-Diyar, Al Anwar, Al Sharq, L'Orient Le Jour y el Daily Star.

## Ciudades hermanadas
- Ciudad de México (México)
- Houston (Estados Unidos)
- Los Ángeles (Estados Unidos)[17]
- Madrid (España)
- Maracaibo (Venezuela)
- Caracas (Venezuela)
- Ciudad Bolívar (Venezuela)

| Predecesor: Ámsterdam | Capital Mundial del Libro 2009 | Sucesor: Liubliana |